# Fukoku kyohei
Fukoku kyohei (富国強兵, Enriquecer o país, fortalecer o exército), originalmente uma frase na obra da antiga história chinesa do Período dos Reinos Combatentes, o Zhan Guo Ce, era um slogan nacional do Japão durante a era Meiji, substituindo o sonno joi ("Reverenciar o Imperador, expulsar os bárbaros").
O slogan era o objetivo central da Oligarquia Meiji. O Fukoku kyohei implicou na formulação de políticas de longo prazo para transformar a sociedade japonesa e gerar um esforço para recuperar o atraso com o Ocidente. Apesar de o governo ter exercido um papel central ao fornecer as bases para a industrialização, destruindo instituições obsoletas que provaram ser obstáculos ao desenvolvimento nacional e criando novas instituições que iriam facilitar a modernização econômica e política, as empresas privadas também exerceram um papel importante na combinação do setor público com o setor privado no esforço conjunto, depois criticado na década de 1980. Isso simbolizou uma ascensão do nacionalismo no Japão.
Originada da Missão Iwakura para a Europa, a frase demonstra não só objetivos nacionais, mas também revelava a consciência da natureza predatória das políticas internacionais da época. Okubo Toshimichi e Ito Hirobumi pediram conselhos ao Chanceler alemão Otto von Bismarck; seus conselhos convenceram os líderes Meiji da necessidade de um Japão econômica e militarmente forte e do nacionalismo afim de preservar a independência do país.
As metas do fukoku kyohei levaram a grandes reformas no governo. Okubo pensava que o Governo Meiji tinha de exercer um papel central e formular um conjunto claro de políticas. Assim, ele defendia idéias mercantilistas e rejeitava os ideais de livre comércio de Fukuzawa Yukichi. Ito Hirobumi também advertiu contra o livre comércio - ele defendia a adoção de tarifas protecionistas a fim de assegurar a prosperidade das manufaturas domésticas. Entretanto, quando a tarifa perdeu sua utilidade, o Japão deveria imitar a Inglaterra e permitir o livre comércio. Mas, antes de o Japão poder decidir sobre sua política de comércio exterior, ele primeiro tinha de se livrar dos Tratados Desiguais impostos pelas potências imperiais na década de 1850.
A política industrial que surgiu tinha cinco componentes: (1) Um papel ativo do estado no desenvolvimento da economia; (2) substituição de importações para indústrias que competiam com produtos importados - os mais importantes eram o algodão, o tecido, os fios e as linhas; (3) adoção de tecnologia do Ocidente a fim de aumentar a produção de produtos sofisticados; (4) aumento da exportação de produtos artesanais, chá e seda pura, mas também com aumento dos produtos de valor agregado; (5) níveis baixos de dívida externa.
O papel ativo do estado nunca foi bem definido: o governo não tinha fundos suficientes para uma política industrial vigorosa. Conseguiu financiar apenas uma fábrica de algodão. A exceção era o setor militar e a indústria de defesa, nos quais grandes somas foram despendidas, chegando até a 20% do orçamento.
Apesar de tudo, essa imitação do Ocidente não melhorou as tensões entre o Japão e a Europa. Era mais um sinal da aceitação japonesa do realpolitik. Esperava-se que a crescente industrialização do Japão combateria a influência ocidental ao se tornar militar e financeiramente forte o suficiente para ser um protagonista no Imperialismo.